# Кларанс (Франция)
Клара́нс (фр. Clarens, окс. Clarenç) — коммуна во Франции, находится в регионе Юг — Пиренеи. Департамент — Верхние Пиренеи. Входит в состав кантона Ланнемезан. Округ коммуны — Баньер-де-Бигор.
Код INSEE коммуны — 65150.

## География
Коммуна расположена приблизительно в 650 км к югу от Парижа, в 100 км юго-западнее Тулузы, в 29 км к востоку от Тарба.
Коммуна расположена на плато Ланнемезан. На западе коммуны протекает река Петит-Баиз.

## Климат
Климат умеренно-океанический с солнечной тёплой погодой и обильными осадками на протяжении практически всего года.

## Население
Население коммуны на 2010 год составляло 445 человек.
| 1962 | 1968 | 1975 | 1982 | 1990 | 1999 | 2010 |
| ---- | ---- | ---- | ---- | ---- | ---- | ---- |
| 299  | 330  | 330  | 346  | 375  | 394  | 445  |

## Администрация
| Период | Период | Фамилия    | Партия | Примечания |
| ------ | ------ | ---------- | ------ | ---------- |
| 1995   | 2014   | Жани Касте |        |            |
| 2014   | 2020   | Ален Пьязе |        |            |

## Экономика
В 2010 году среди 292 человек трудоспособного возраста (15-64 лет) 215 были экономически активными, 77 — неактивными (показатель активности — 73,6 %, в 1999 году было 72,3 %). Из 215 активных жителей работали 206 человек (98 мужчин и 108 женщин), безработных было 9 (6 мужчин и 3 женщины). Среди 77 неактивных 19 человек были учениками или студентами, 43 — пенсионерами, 15 были неактивными по другим причинам.

## Фотогалерея
- Церковь
- Мэрия
- Военный мемориал
- Колодец
- Крест
- Мост в лесу
- Дорога в лесу